# Horst Walter Endriss
Horst Walter Endriss (* 19. April 1938 in Berlin) ist ein deutscher Steuerberater, Wirtschaftsprüfer und Autor. Von 1997 bis 2019 war er Honorarprofessor für Betriebswirtschaftslehre, insbesondere Externes Rechnungswesen an der Fakultät Wirtschaftswissenschaften der Technischen Universität Dresden.

## Werdegang
Nach dem Abitur im Jahr 1957 studierte Endriss Betriebswirtschaftslehre an der Universität zu Köln. Hier schloss er sich dem Corps Franco-Guestphalia an. Nach dem Examen zum Diplom-Kaufmann 1963 folgte 1966 die Promotion zum Dr. rer. pol.; für die Dissertation erhielt er den Mitchell-B.-Carroll-Preis. Es folgten Prüfungen zum Steuerberater (1969) und zum Wirtschaftsprüfer (1989).
Von 1963 bis 1969 arbeitete er in der Steuerberatungspraxis Dr. Wolfgang Endriss in Köln. Ab 1963 betrieb er die von seinem Vater Anfang der 1950er Jahre gegründete Steuer-Fachschule Dr. H. W. Endriss. 1975 übernahm er die Leitung der Fachschule. Sie bietet heute bundesweit Weiterbildungskurse auf den Gebieten der betriebswirtschaftlichen Steuerlehre, des Steuerrechts sowie Vorbereitungskurse auf die Prüfung zum Geprüften Bilanzbuchhalter und zum Steuerberaterexamen. Mitte der siebziger Jahre wurde der Bundesverband der Bilanzbuchhalter und Controller auf seine Initiative hin gegründet.
Ab dem Wintersemester 1992/93 hielt er am Lehrstuhl für Betriebswirtschaftslehre, insb. Wirtschaftsprüfung und Steuerlehre der TU Dresden Vorlesungen des Hauptstudiums, ab 2000 zusätzlich auch im Grundstudium. Zum 1. April 1997 wurde er aufgrund eines Antrages von Studenten zum Honorarprofessor für Betriebswirtschaftslehre, insbesondere Externes Rechnungswesen berufen. Endriss förderte wiederholt die wirtschaftswissenschaftliche Lehre. Für sein Engagement erhielt er am 25. Januar 2006 die Ehrenmedaille der TU Dresden. Im Januar 2019 beendete er seine Lehrtätigkeit an der Universität.
Horst Walter Endriss ist verwitwet und hat zwei Kinder; er lebt im Remagener Ortsteil Oberwinter am Rhein. Er gilt als leidenschaftlicher Schachspieler. Für sein persönliches und wirtschaftliches Engagement im Sport und der regionalen Jugendarbeit in seiner Heimatgemeinde sowie sein Engagement an der TU Dresden ab 1993 und insbesondere seinen Einsatz für die Berufsgruppe der Bilanzbuchhalter erhielt er Ende November 2008 das Bundesverdienstkreuz am Bande.

## Publikationen
- Horst Walter Endriss, Carsten Bruns (Hrsg.): Bilanzbuchhalter international. Rechnungslegung und Steuerung bei internationaler Geschäftstätigkeit , 2. Aufl., NWB, Herne 2004, ISBN 978-3-482-51442-5.
- Horst Walter Endriss (Hrsg.): Handbuch für die Steuerberaterprüfung. Schlüsselthemen des Steuerrechts. Systematische Darstellungen zur Prüfungsvorbereitung, 7. Aufl., NWB, Herne 2012, ISBN 978-3-482-48167-3.
- Horst Walter Endriss (Hrsg.): Internationale Bilanzbuchhaltung. Certified Management Accounting. Internationale Rechnungslegung, Internationales Steuerrecht, internationale Geschäftstätigkeit, NWB, Herne 2014, ISBN 978-3-482-64871-7.
- Horst Walter Endriss, Christoph Raabe: Bilanzbuchhalterprüfung (= Reihe Bilanzbuchhalter-Kompaktkurs, Band 5), C. H. Beck, München 2014, ISBN 978-3-406-65765-8.
- Horst Walter Endriss, Peter Küpper, Stefan Schönwald, Josef Schneider: Steuerkompendium. Band 1. Einkommensteuer, Bilanzsteuerrecht, Körperschaftsteuer, Gewerbesteuer, 14. Aufl., NWB, Herne 2015, ISBN 978-3-482-54944-1.
- Horst Walter Endriss (Hrsg.): Bilanzbuchhalter-Handbuch. Nachschlagewerk für Weiterbildung und Praxis, 14. Aufl., NWB, Herne 2023, ISBN 978-3-482-66784-8.